# 高雷道
高雷道，中华民国初期设置的道。
1914年6月以清末高雷阳道区域置，治所在茂名县（今广东高州市）。属广东省。辖茂名、电白、信宜、化县、吴川、廉江、海康、遂溪、徐闻、阳江、阳春等县。辖区约当今广东省信宜、阳春、阳东等市县以西及雷州半岛地区各市县。1920年废。